# Luís Cília

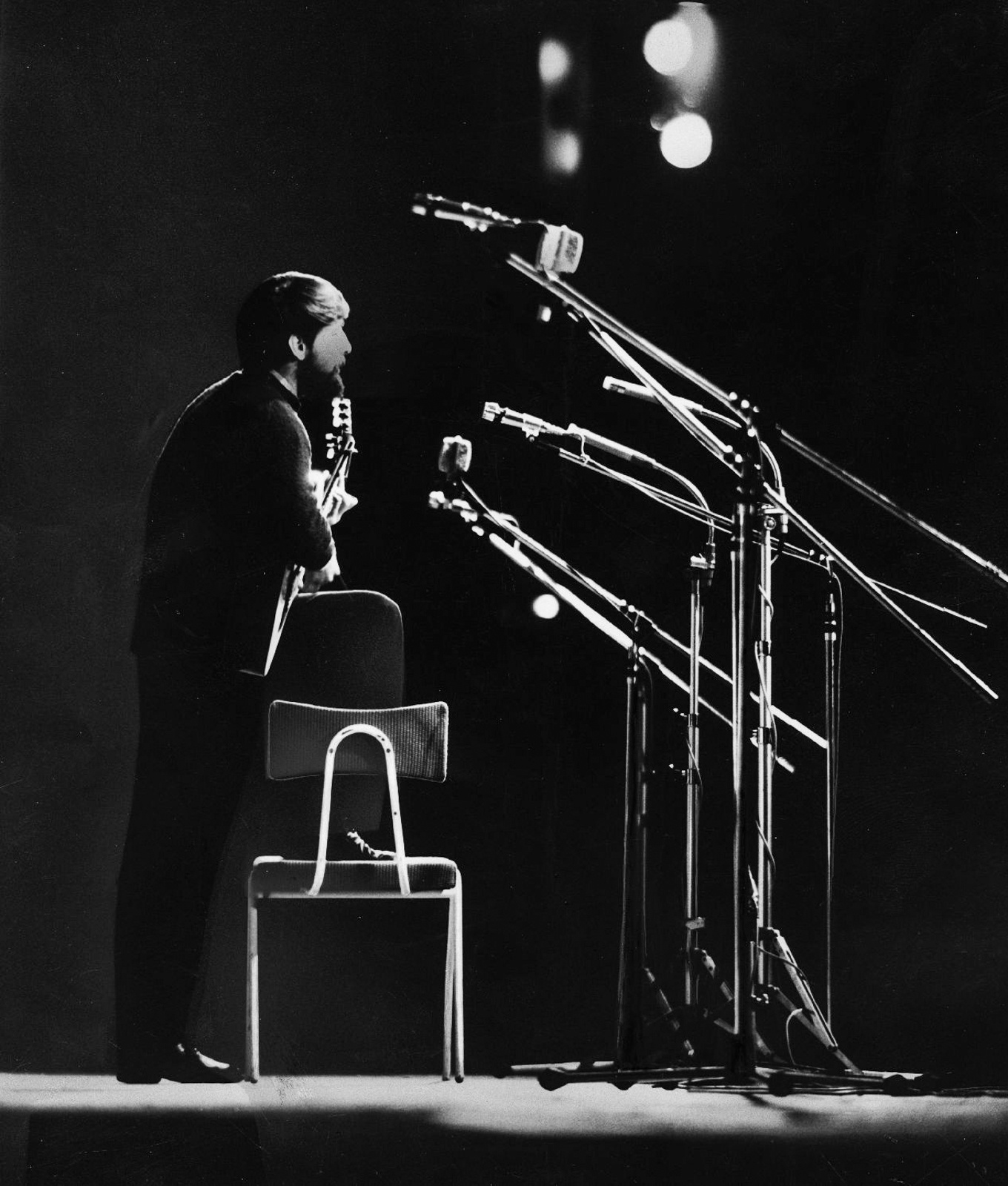
Luís Cília bei seinem Auftritt beim Festival des politischen Liedes im Palast der Republik in Berlin 1976

Luís Fernando Castelo Branco Cília (* 1. Februar 1943 in Nova Lisboa, Portugiesisch-Westafrika) ist ein portugiesischer Musiker, Liedermacher und Filmkomponist.

## Leben
Luís Cília wurde in der damaligen portugiesischen Kolonie Angola geboren. 1959 kam er nach Lissabon, um das Liceu abzuschließen. 1960 begann er, Gitarre an der Musikschule von Duarte Costa zu lernen (bei Troufa Real) und gründete die Beatband Golden Boys, mit denen er häufig für Studenten spielte. Er trat auch solo auf, so in Sonntagssendungen des Rádio Renascença und in der Casa dos Estudantes do Império, wo er u. a. Daniel Filipe kennenlernte, der ihn mit kritischen Sängern wie Léo Ferré und Georges Brassens vertraut machte und motivierte, selbst Texte portugiesischer Dichter zu vertonen. Das Schaffen Cílias wurde danach von den frankophonen Chansonniers  beeinflusst.
Um sich der Einberufung zu den portugiesischen Kolonialkriegen zu entziehen, ging er 1964 nach Paris ins Exil. Er sang dort in Bars und lernte Colette Magny kennen, die ihn in die Musikszene einführte und ihm seine erste Schallplattenaufnahme für Le Chant du Monde vermittelte. In den 16 Stücken auf Portugal-Angola: Chants De Lutte sang er Texte portugiesischer und angolanischer Autoren und befasste sich mit der politischen Lage im Portugal der Estado Novo-Diktatur und deren Kolonialpolitik. Er trat danach in Kulturzentren, Universitäten und kleinen Konzertclubs in mehreren europäischen Ländern auf, häufig zusammen mit Paco Ibáñez. 1966 begann er ein Konzertgitarren-Studium bei Antonio Membrado und studierte Komposition bei Michel Puig und nahm weitere Schallplatten auf, darunter eine mit französischen Jazz- und Chanson-Musikern eingespielte Trilogie mit vertonten portugiesischen Gedichten. Er komponierte 1967 die Filmmusik zu Christian de Chalonges Film Der Sprung, an dem er als Produktionsassistent mitarbeitete, und schlug nun endgültig die Laufbahn als professioneller Musiker und Komponist ein. Ebenfalls 1967 komponierte er Avante, camarada!, seither die Hymne der Kommunistischen Partei Portugals, damals die wichtigste Oppositionskraft gegen das semifaschistische Regime in Portugal. Ab 1967 komponierte er für Film, Theater und Fernsehen, und er trat nun auch auf größeren Festivals auf, darunter das Festival de la Canción de Protesto in Kuba (1967), das I. Festival da Canção Ibérica in Paris (1969) und mehrmals beim Festival des politischen Liedes in der DDR.
Nach der Nelkenrevolution 1974 kehrte er endgültig nach Portugal zurück. Noch im gleichen Jahr erschien seine erste Schallplatte in Portugal, O Guerrilheiro bei Arnaldo Trindades Orfeu-Label, wo auch Protestsänger wie José Afonso, Fausto, Vitorino oder Adriano Correia de Oliveira veröffentlichten. Das Titelstück des Albums wurde in abgewandelter Überarbeitung ab 1975 zur Hymne des wichtigsten Gewerkschaftsbundes Portugals, der CGTP-IN. Zudem begann er sich immer stärker der klassischen Gitarre zu widmen und arbeitete regelmäßig mit Pedro Caldeira Cabral zusammen, außerdem führte er hier seine musikalisch-lyrischen Rezitationen in kleinen Theatern und Auditorien fort, wie er sie bereits in Frankreich begonnen hatte, nun zusammen mit Musikern wie Pedro Caldeira Cabral, José Peixoto, José Eduardo, António Ferro u. a.
Die Ernüchterung über den weiteren Verlauf der Revolution, die ihren Idealismus in der Richtungssuche zwischen den ideologischen Fronten des Kalten Kriegs zu verlieren begann, prägte dann sein Werk ab der zweiten Hälfte der 1970er Jahre. Seine Texte wurden satirischer und zynisch-kritischer. Er widmete sich nun wieder verstärkt dem Kompositionsstudium (bei Jorge Peixinho), dem Gitarrenstudium (von 1978 bis 1983 bei Carlos Menezes) und dem Gesangsstudium (1980 bei Hugo Casais) und verwendete ab 1976 auch elektronische Instrumente, erstmals auf seinem 1976 in mehreren europäischen Ländern verlegten Album Memórias.
Er produzierte Schallplatten anderer Interpreten, komponierte aber vor allem für Theater, Fernsehen, Werbung und Kino, was ab Mitte der 1980er seine wesentliche Betätigung wurde. Bekannt wurde u. a. seine Musik für die Werbekampagne des neuen Telekommunikationsunternehmens Optimus Telecomunicações 1998. Er nahm aber auch weiter Schallplatten auf, darunter Alben, mit denen er sich jeweils einem portugiesischen Schriftsteller und Lyriker widmete, darunter Eugénio de Andrade (O Peso Da Sombra, 1980), Jorge de Sena (Sinais De Sena, 1985) und David Mourão-Ferreira (Penumbra, 1987).
Im weiteren Verlauf trat er nur noch selten als Sänger auf und betätigte sich vor allem als Komponist für Theater, Ballett, Film und Fernsehen und, seltener, für Auftragsarbeiten von Institutionen und Unternehmen.
1994 wurde ihm der portugiesische Freiheitsorden (Ordem da Liberdade) im Offiziersrang verliehen. Im November 2010 strahlte der öffentlich-rechtliche Fernsehsender RTP eine Dokumentation über Leben und Werk von Luís Cília aus, mit ihm selbst als Sprecher, und zahlreiche weitere Sendungen von RTP-Fernseh- und Radiosendern beschäftigten sich seither mit Luís Cília.

## Auszeichnungen
- 1994: portugiesischer Orden der Freiheit im Offiziersrang
- 2011: Nominierung Grande Prêmio do Cinema Brasileiro (Brasilien), Kategorie Bester Soundtrack (für José e Pilar)
- 2014: Nominierung Prémios Sophia, Kategorie Beste Filmmusik (für den Fernseh-Dreiteiler Até Amanhã, Camaradas)
- 2015: Gewinn Prémios Sophia, Kategorie Beste Filmmusik (für Os Gatos Não Têm Vertigens )

## Diskografie (Alben)
- 1964: Portugal-Angola: Chants De Lutte (Le Chant du Monde)
- 1967: La Poésie Portugaise De Nos Jours Et De Toujours 1 (Moshé-Naïm)
- 1969: La Poésie Portugaise De Nos Jours Et De Toujours 2 (Moshé-Naïm)
- 1971: La Poésie Portugaise De Nos Jours Et De Toujours 3  (Moshé-Naïm)
- 1973: Meu País (Le Chant du Monde)
- 1974: O Guerrilheiro (Orfeu)
- 1974: Contra A Ideia Da Violência, A Violência Da Ideia (Le Chant du Monde)
- 1975: Resposta (EMI)
- 1976: Memória (Diapasão)
- 1978: Transparências (Guilda Da Música)
- 1980: O Peso Da Sombra (Diapasão)
- 1981: Marginal (Diapasão)
- 1983: Contradições (Diapasão)
- 1985: Sinais De Sena (Diapasão)
- 1987: Penumbra (Schiu!)
- 1988: A Regra Do Fogo (Tejo)
- 1995: Bailados (Strauss)
- 1996: La Poésie Portugaise De Nos Jours Et De Toujours (Emen, Moshé-Naïm) Compilation
- 1997: Authentic Portugal, mit Pedro Barroso (Sonoton Recorded Music Library)

## Filmografie
- 1967: Der Sprung (O Salto); Regie: Christian de Chalonge
- 1973: La dérobade (Fernsehfilm); Regie: Gérard Poitou-Weber
- 1980: Bárbara; Regie: Alfredo Tropa
- 1981: Assoa o Nariz e Porta-te Bem (Fernsehfilm); Regie: Monique Rutler
- 1983: Jogo de Mão; Regie: Monique Rutler
- 1985: Miguel Bombarda (Fernsehfilm); Regie: Sinde Filipe
- 1987: Avareza, Luxúria e Morte (Fernsehfilm); Regie: Helder Duarte
- 1989: Personagem (Fernsehserie)
- 1992: Uma Outra Ordem (Fernsehfilm); Regie: Luís Filipe Costa
- 1992: Uma Mulher Livre (Fernsehfilm); Regie: Luís Filipe Costa
- 1992: Um Crime Perfeito (Fernsehfilm); Regie: Luís Filipe Costa
- 1993: A Força do Atrito; Regie: Pedro M. Ruivo
- 1996: Domingo em Cheio (Fernsehserie)
- 1996: Natal (Fernsehfilm); Regie: Cecília Netto
- 1997: Mário Viegas... e Tudo (Doku.); Regie: Maria João Rocha
- 1998: Hotel Bon Séjour (Fernseh-Dreiteiler)
- 1999: Fuga (Fernsehfilm); Regie: Luís Filipe Costa
- 1999: Macau, as Duas Faces de Cláudia (Fernseh-Mehrteiler)
- 2000: Monsanto (Fernsehfilm); Regie: Ruy Guerra
- 2000: Resistência (Fernsehserie)
- 2001: Camarate; Regie: Luís Filipe Rocha
- 2002: A Bomba; Regie: Leonel Vieira
- 2002: A Jóia de África (Fernsehserie)
- 2003: A Passagem da Noite; Regie: Luís Filipe Rocha
- 2005: A Escada (Fernsehfilm); Regie: Jorge Paixão da Costa
- 2005: Até Amanhã, Camaradas (Fernseh-Dreiteiler); Regie: Joaquim Leitão
- 2007: Nome de Código: Sintra (Fernsehserie)
- 2007: Adeus, Até Amanhã; Regie: António Escudeiro
- 2007: A Invençao (Fernsehfilm); Regie: Jorge Paixão da Costa
- 2007: Call Girl; Regie: António-Pedro Vasconcelos
- 2009: A Esperança Está Onde Menos Se Espera; Regie: Joaquim Leitão
- 2010: José e Pilar (Doku.); Regie: Miguel Gonçalves Mendes
- 2013: Quarta Divisão; Regie: Joaquim Leitão
- 2014: Os Gatos Não Têm Vertigens; Regie: António-Pedro Vasconcelos
- 2017: A Casa; Regie: Rui Simões
- 2017: Índice Médio de Felicidade; Regie: Joaquim Leitão
- 2017: Henrique Espírito Santo - Até Amanhã, Henrique! (Doku.); Regie: Miguel Cardoso
- 2018: Os Dois Irmãos; Regie: Francisco Manso
- 2019: O Nosso Cônsul em Havana; Regie: Francisco Manso (auch Fernseh-Mehrteiler)
- 2019: Salgueiro Maia - Rumo à Eternidade (Kurzfilm, Doku.); Regie: Francisco Manso